# Southern Brook
Southern Brook är en ort i Australien. Den ligger i kommunen Northam och delstaten Western Australia, omkring 100 kilometer nordost om delstatshuvudstaden Perth. Orten hade 91 invånare år 2021.
Närmaste större samhälle är Northam, omkring 18 kilometer sydväst om Southern Brook. 